# سيدي سليمان مول الكيفان
سيدي سليمان مول الكيفان هي قرية مغربية صغيرة، تنتمي لإقليم مكناس وسط شمال البلاد. تضم سيدي سليمان مول الكيفان 15.136 ساكنا (حسب إحصاء 2004).